# Talivittaticella incomperta
Talivittaticella incomperta är en mossdjursart som först beskrevs av Hayward 1981.  Talivittaticella incomperta ingår i släktet Talivittaticella och familjen Catenicellidae. Inga underarter finns listade i Catalogue of Life.